# Chauffage, ventilation et climatisation
Pour les articles homonymes, voir CVC et HVAC.

Un système de refroidissement.

Le chauffage, ventilation et climatisation (en abrégé CVC), équivalent en France de l'anglais « heating, ventilation, and air conditioning » (en abrégé HVAC, diffusé mondialement) est un ensemble de domaines techniques regroupant les corps d'état traitant du confort thermique et aéraulique. Ce qualificatif s'applique à tous types de bâtiments (habitat, tertiaire, industriel) et de véhicules. Il regroupe les spécialités et spécialistes du chauffage, de la ventilation et de la climatisation. On trouve également, en particulier au Québec, la locution chauffage, ventilation et conditionnement d'air, abrégé en CVCA.

## Objectifs
Le but d'un système de CVC est d'assurer aux usagers des conditions d'hygiène et de sécurité respectant la réglementation en vigueur, ainsi qu'un certain niveau de confort.
Les sciences et les techniques mobilisées pour la conception et la réalisation d'un système de CVC permettent de maîtriser dans un bâtiment :
- le niveau d'hygiène (CO2, polluants, particules, odeurs, etc.) ;
- le niveau de sécurité (clapets coupe-feu dans les gaines de ventilation, désenfumage, etc.) ;
- la température ambiante (en hiver et en été) ;
- l'hygrométrie (l'humidité de l'air) ;
- la pression (par exemple, fonctionnement en surpression dans l'agroalimentaire et en dépression dans le nucléaire) ;
- le renouvellement de l'air en lieu fermé.